# Lista do BFI com os 50 filmes que você deveria ver até os 14 anos
Os 50 filmes que você deveria assistir até a idade de 14 anos é uma lista criada pelo Instituto de Cinema Britânico em 2005 para inspirar pais e educadores a levarem o cinema tão a sério quanto a literatura e outros trabalhos artísticos. Ela foi criada por mais de 70 especialistas, incluindo produtores de filmes, professores, autores e críticos, tendo cada um deles escolhido as dez obras que considerassem as melhores.
O filme que recebeu mais votos foi A Viagem de Chihiro, que ganhou o Oscar de melhor longa de animação em 2002.

## Os 10 mais votados
O Instituto de Cinema Britânico divulgou a lista com os 10 filmes mais recomendados somente em ordem alfabética (de acordo com os títulos dos filmes na língua inglesa). São eles:
- Ladrões de Bicicletas (1948)
- E.T. - O Extraterrestre (1982)
- Kes (1969)
- O Mensageiro do Diabo (1955)
- Os Incompreendidos (1959)
- Amigas de Colégio (1998)
- A Viagem de Chihiro (2001)
- Toy Story (1995)
- Onde Fica a Casa do Meu Amigo? (1987)
- O Mágico de Oz (1939)

## Os 40 seguintes
- As Aventuras de Robin Hood (1938)
- Adeus, Meninos (1987)
- De Volta Para o Futuro (1985)
- A Bela e a Fera (1946)
- A Bela e a Fera (1991)
- Billy Elliot (2000)
- Um Dia nas Corridas (1937)
- Edward Mãos-de-Tesoura (1990)
- Procurando Nemo (2003)
- A Felicidade não se Compra (1946)
- Jasão e os Argonautas (1963)
- O Garoto (1921)
- King Kong (1933)
- Kiriku e a Feiticeira (1998)
- As Férias do Sr. Hulot (1953)
- Minha Vida de Cachorro (1985)
- Meu Amigo Totoro (1988)
- Oliver Twist (1948)
- Vidas Sem Rumo (1983)
- A Canção da Estrada (1955)
- Playtime - Tempo de Diversão (1967)
- A Princesa Prometida (1987)
- Geração Roubada (2002)
- Os Caçadores da Arca Perdida (1981)
- Quando o Coração Bate Mais Forte (1970)
- O Balão Vermelho (1956)
- Romeu + Julieta (1996)
- O Jardim Secreto (1993)
- Cantando na Chuva (1952)
- Branca de Neve e os Sete Anões (1937)
- Quanto mais Quente Melhor (1959)
- O Espírito da Colméia (1973)
- Star Wars Episódio IV: Uma Nova Esperança (1977)
- Ser e Ter (2002)
- O Sol é Para Todos (1962)
- Viagem à Lua (1902)
- A Longa Caminhada (1971)
- Encantadora de Baleias (2002)
- Também o Vento Tem Segredos (1961)
- O Balão Branco (1995)